# Stanislav Bavčević
Stanislav Bavčević (1954.), hrvatski kipar iz Splita.

## Životopis
Rodio se je 1954. godine. Likovno se izražava kiparstvom. Javnosti se predstavio na skupnoj izložbi 1996. godine. Od onda je samostalno i skupno izlagao preko dvadeset puta, predstavivši se javnosti u svim većim mjestima u Hrvatskoj. Radnik splitskog brodogradilišta.  Za svoja umjetnička ostvarenja koristi otpadni materijal, odnosno odbačeni materijal (željezo, drvo, vreće). Između ostalih izrađivao je djela sakralnih tema. Član je HKLU-a Zagreba i Splita.